# Brunislaus Warnke

Brunislaus Warnke

Brunislaus Franz Warnke (* 4. November 1883 in Zippnow, Landkreis Deutsch Krone; † 18. August 1958 in Unsleben) war ein deutscher Politiker (Zentrum, später CDU).

## Leben und Wirken
Seine katholischen Eltern waren Robert Warnke und Pauline Sydow. Brunislaus Warnke besuchte von 1898 bis 1905 das Gymnasium in Deutsch Krone. Von 1905 bis 1907 studierte er an der Universität Breslau die Fächer Deutsch, Geschichte und Erdkunde. Von 1907 bis 1909 führte er sein Studium an der Universität Greifswald in denselben Fächern fort. 1912/13 war er Lehrer  am Gymnasium Marienwerder. Es folgten Beförderungen zum Seminaroberlehrer und zum Prorektor in Graudenz, dann die Versetzung nach Schneidemühl, wo er ebenfalls als Prorektor tätig war. Nach der Abschaffung der Oberseminare wurde Warnke an der Aufbauschule in Schneidemühl übernommen.
Nachdem er bereits zweimal im Provinziallandtag der Grenzmark Posen-Westpreußen gesessen und diese Provinz von 1926 bis 1929 im Reichsrat vertreten hatte, zog Warnke 1928 als Abgeordneter für die Zentrumspartei in den Reichstag in Berlin ein, dem er bis 1933 angehörte. Im März 1933 stimmte er zusammen mit den übrigen Zentrumsabgeordneten für das Ermächtigungsgesetz, was indessen nicht verhinderte, dass er einige Monate später aus dem Reichstag entfernt wurde. Während der Zeit des Nationalsozialismus war er beruflichen Benachteiligungen und politischer Verfolgung ausgesetzt. Nach dem Attentat vom 20. Juli 1944 wurde er im August 1944 von der Gestapo in Haft genommen und nach seiner Haftentlassung im Oktober 1944 unter Polizeiaufsicht gestellt.
Nach dem Zweiten Weltkrieg siedelte er sich 1945 in Wittenberg an und arbeitete als Oberstudiendirektor. Er trat in die Christlich Demokratische Union (Ost-CDU) in der Sowjetisch Besetzten Zone ein und wurde Vorsitzender des CDU-Ortsvorstandes. Im Jahr 1946 wurde er zum Stadtverordneten und zum Abgeordneten des Landtages von Sachsen-Anhalt gewählt. Er gehörte der CDU-Fraktionsführung und ab Februar 1950 dem Ältestenrat des Landtages an (Nachfolger von Friedrich Hampel). Im Oktober 1949 wurde Warnke in die Provisorische Länderkammer gewählt. Im Frühjahr 1950 floh er in die Bundesrepublik Deutschland, wo er erklärte, dass er zuletzt während der Zeit des Nationalsozialismus einem solchen Terror ausgesetzt gewesen sei wie in den vergangenen Monaten in der DDR.

## Schriften
- Beiträge zur Leidensgeschichte Preußen nach 1806/1807. In: Zeitschrift des Historischen Vereins der für den Regierungsbezirk Marienwerder. 1913.
- Mundarten der Provinz Westpreußen. In: Krons Handbuch. 1916.
- Beiträge zur Geschichte der Grenzmark Posten-Westpreußen. In: Zeitschrift der Grenzmärkischen Gesellschaft zur Erforschung und Pflege der Heimat. 1927.